# 京都府立城陽高等学校
京都府立城陽高等学校（きょうとふりつ じょうようこうとうがっこう）は、京都府城陽市寺田宮ノ平にある府立高等学校。

## 概要
城陽市の市制開始と同じ1972年に普通科と商業科の併置校として開設された。山城通学圏に属す。城陽市には城陽高校の他に西城陽高校が存在する。
学校の前には、水度神社・鴻ノ巣山があり、学校の近くには、スポーツ用品店や文具店が並ぶJR城陽駅前商店街がある。JR城陽駅から学校までは水度神社の参道となっており、緑豊かな場所となっている。また、回りは住宅街なのでとても静かである。
校内の第1棟と第2棟の間には、通称「城陽ハワイ」と呼ばれる芝生の庭園（中庭）がある。この呼び名は、シュロが植栽されている一角がハワイのようだということに由来する。噴水池もあり、休憩時間や放課後は生徒の憩いの場となっている。
開校当初、現在のグラウンド部分には宮ノ平古墳群の古墳が有った。グラウンド整備のため、敷地内の古墳は資料保存となり撤去されている。
体育館（現・第II体育館）の入口が校舎側を向いていないのは、建設レイアウト確定後に古墳の存在が明らかになった関係で、校舎と体育館の配置を急遽入れ替えたためである。
2020年4月1日付の人事異動で、本校第8期卒業生が第17代学校長として着任した。（2024年4月1日付人事異動で離任）
また第16代から第17代の学校長は、2名とも教員として本校が初任地であった。

## 設置学科
- 普通科
  - 1年生はスタンダードコースとプログレッシブコースが設置されている。2年生からは総合人文コースと文理コースに分かれ、3年生からは更に文理コースが特文コースと文理コースに分かれる。
  - 普通科には入試に長期欠席者特別選抜があり、長期欠席者だった生徒も受け入れている。（ただし10名程度）

## 沿革
- 1971年7月 - 第一期工事着工[1]。
- 1971年10月1日 - 京都府教育庁内に開設準備室設置。この日を当校の創立日とする。
- 1972年3月 - 第一期工事竣工。第1棟の大部分、第2棟の西部分、体育館（現・第II体育館）が完成。
- 1972年4月10日 - 開校[1]。
- 1973年3月 - 第二期工事完了。第1棟の残部分、第2棟及び第3棟の東部分、屋外便所が完成。
- 1973年10月1日 - 開校記念日に合わせ校旗を制定。
- 1974年2月 - 資料保存となった古墳2基の撤去が完了。グラウンド全面の拡張整備開始。
- 1974年3月 - 第三期工事完了。第3棟の西部分が完成[4]。あわせてグラウンド整備が完了する。
- 1975年3月1日 - 第一回卒業式。同日、校門（正門）完成。
- 1978年3月 - クラブBOX10室が完成。
- 1980年2月 - 西側通学路・西門完成。
- 1982年1月 - 格技場（武道場）完成。
- 1982年4月 - 10周年を機に制服をモデルチェンジ[5]。
- 1985年3月 - 屋外更衣室完成。
- 1985年4月 - 京都府の新高校教育制度発足に伴い、普通科をI類（標準コース）、II類（学力伸長コース）に分離[6]。
- 1992年4月 - 商業科募集停止。
- 1993年8月 - 新体育館（第I体育館）完成。
- 1995年4月 - I類文系・英語コミュニケーションコース設置。
- 2002年4月 - II類人文系及び理数系募集停止、文理系を設置。
- 2004年4月 - I類理系を募集停止、文理科系を設置。通学圏統合により、山城南通学圏から山城通学圏へ変更。総合選抜から単独選抜へ移行。
- 2007年4月 - I類文系・英語コミュニケーションコース募集停止。
- 2007年11月 - 第1棟大規模耐震補強工事完成。
- 2010年3月 - 第2棟大規模耐震補強工事完成。
- 2011年4月 - 類型制度廃止（Ⅱ類文理系募集停止）により、スタンダードとプログレッシブに名称変更。同時に制服のモデルチェンジを実施。

## 部活動
体育系
- 陸上競技部
- 硬式野球部
- サッカー部
- ソフトテニス部（男子・女子）
- バレーボール部（女子）
- ラグビー部
- バスケットボール部（男子・女子）
- 卓球部
- バドミントン部
- 山岳部
- 剣道部
- ダンス部[7]
- ハンドボール部

文化系
- 天文部
- 新聞部
- 放送部
- 吹奏楽部
- 美術部
- 茶道部
- 書道部
- 華道部
- 写真部
- 軽音楽部
- E.S.S.部
- ボランティア部
- 合唱部
- コンピュータ部
- 家庭科部
- 資格検定同好会
- 社会科研究同好会
- 将棋・囲碁同好会

### サッカー部
これまでに全国高等学校サッカー選手権大会に1994年、2004年、2005年の3度出場している。1994年大会で郡山高校（福島県代表）に1勝している。

元Jリーグ副審の山口森久は元教員（体育科）。在勤中はサッカー部顧問兼監督を務めていた。
現Ｊ1主審の窪田陽輔も同様に顧問兼監督を務めていた。

### 吹奏楽部
2017年京都府吹奏楽コンクール金賞受賞

## 最寄駅
最寄駅・停留所:
- JR奈良線城陽駅から約800m（徒歩約15分、京都京阪バス（城陽さんさんバス）も運行（1時間に1本程度））
- 近畿日本鉄道京都線寺田駅から約1500m（徒歩約25分、京都京阪バスも運行（1時間に1本程度））
- 京都京阪バス城陽高校停留所から約100m（徒歩約1分）

## 主な出身者
五十音順
- 天舞音さら - 宝塚歌劇団・雪組娘役
- 延増惇 - テレビ朝日政治部記者、元福島テレビアナウンサー
- 大西麻恵 - 女優
- 山本雄大 - サッカー審判員（国際サッカー連盟国際主審）
- 安田淳一（映画監督）「侍タイムスリッパー」監督・脚本・撮影・照明・編集・他